# Шушманка
 Шушманка  — опустевший посёлок в Юринском районе Республики Марий Эл. Входит в состав Козиковского сельского поселения.

## География
Находится в юго-западной части республики Марий Эл на левобережье Ветлуги на расстоянии приблизительно 49 км на север от районного центра посёлка Юрино.

## История
Основан до 1950 года Юринским леспромхозом, в 1950 году проживало около 600 человек. До посёлка Козикова проведена была узкоколейная железная дорога (разобрана в 1990-х годах). Были построены магазин, клуб, баня, медпункт, начальная школа (ставшая позже семилеткой). С 1972 года жители стали уезжать. В 1999 году в 4 дворах ещё проживали 9 человек.

## Население
Население не было учтено как в 2002 году, так и в 2010.